# Ipomoea holubii
Ipomoea holubii är en vindeväxtart som beskrevs av John Gilbert Baker. Ipomoea holubii ingår i släktet praktvindor, och familjen vindeväxter. Inga underarter finns listade i Catalogue of Life.